# Kusacz rdzawogłowy
Kusacz rdzawogłowy (Nothocercus julius) – gatunek średniej wielkości ptaka z rodziny kusaczy (Tinamidae), zamieszkujący północno-zachodnią Amerykę Południową. Nie jest zagrożony wyginięciem.

## Systematyka
Takson po raz pierwszy opisany przez Bonaparte w 1854 roku pod nazwą Tinamus julius. Jako lokalizację holotypu autor wskazał Kolumbię. W rodzaju Nothocercus umieścił go ten sam autor w 1856 roku. Zasugerowano, że populacja peruwiańska może stanowić nieopisany podgatunek różniący się od reszty populacji tego ptaka, lecz stan ten wymaga badań. Takson monotypowy, nie wyróżniono podgatunków.

### Etymologia
- Nothocercus: gr. νοθος nothos „fałszywy, nieprawdziwy”; κερκος kerkos „ogon”[10].
- julius: Jules Pierre Verreaux (1808–1873), francuski przedsiębiorca w dziedzinie historii naturalnej[10].

## Występowanie
Ptak ten zamieszkuje środkową Kolumbię i skrajnie zachodnią Wenezuelę do Ekwadoru i Peru (południowo-środkowe Cuzco).

## Morfologia
Długość ciała 35–41 cm. Ptak o zmiennym ubarwieniu od bardzo rdzawego do oliwkowego lub brązowego. Czubek głowy barwy od kasztanowatej do czarno-brązowej, boki nieco jaśniejsze. Podbródek i gardło koloru białego. Upierzenie szyi i grzbietu od oliwkowo-brązowego do rdzawo-brązowego. Na grzbiecie wąskie, czarne paski. Pokrywy naskrzydłowe ubarwione podobnie do grzbietu z płowymi plamkami. Lotki brązowo-szare. Pierś i dolna część ciała w kolorze gliny lub cynamonowo-brązowa, z tyłu wąskie, czarne paski. Dziób czarniawy, dolna część żuchwy bledsza. Tęczówki ciemnobrązowe. Nogi koloru niebiesko-szarego. Obie płcie ubarwione podobnie. Młodociane osobniki mają na ogół jaśniejsze ubarwienie.

## Ekologia

### Tryb życia
Gatunek prawdopodobnie osiadły. Zamieszkuje lasy deszczowe bogate w drzewa paproci i w epifity takie jak bromelie, mchy, porosty i storczyki do wysokości 1700–3400 (głównie powyżej 2300) m n.p.m. Preferuje otwarte tereny z małymi drzewami. Spotykany też w lasach strefy umiarkowanej tuż poniżej linii drzew. Zwykle spotykany pojedynczo lub w małych grupach. Dieta słabo poznana, najprawdopodobniej spożywa nasiona i owoce, uzupełniając to pokarmem zwierzęcym – bezkręgowcami.

### Rozród
Sezon rozrodczy w Kolumbii przypada na czerwiec–sierpień. Gniazdo prawdopodobnie na ziemi. Puchate upierzenie piskląt jest podobne do dorosłych z czarnymi znaczeniami na głowie. Brak informacji na temat ilości składanych jaj i wychowu młodych.

## Status i ochrona
W Czerwonej księdze gatunków zagrożonych Międzynarodowej Unii Ochrony Przyrody został zaliczony do kategorii LC (najmniejszej troski). Globalna wielkość populacji nie jest znana, ale ptak ten opisywany jest jako rzadki. Główne zagrożenie dla tego gatunku stanowi wylesianie i zmiana jego siedliska na grunty rolne. Siedliska na stromych zboczach stosunkowe nienaruszone.